# Peggs (Oklahoma)
Peggs est une census-designated place du comté de Cherokee, dans l'État d'Oklahoma, aux États-Unis,. En 2020, elle compte une population de 789 habitants.